# Grutes de Sant Josep
Es coneix amb el nom de Coves de Sant Josep el paratge que inclou un conjunt de grutes i galeries d’origen càrstic que es van formar durant el Triàsic, fa prop de 250 milions d'anys, a uns dos quilòmetres del municipi valencià de la Vall d'Uixó (la Plana Baixa). Malgrat les nombroses visites dels espeleòlegs, encara no es coneix l'origen del riu que recorre els espais i galeries interiors de la gruta, ni tampoc s'ha trobat el final de la cavitat. A l'interior la temperatura es manté constant a 20 °C durant tot l'any. Amb els 2.750 metres del traçat actual, representa la cavitat de major recorregut de la província de Castelló i la segona més llarga del País Valencià. Alberga el riu subterrani navegable més llarg de tot Europa, encara que no es pot vogar al llarg de tot el recorregut.

## Història
La cavitat de les Coves de Sant Josep és coneguda des del Paleolític superior, és a dir, fa uns 17.000 anys, com ho demostren els jaciments arqueològics trobats a la boca d'accés, al costat de les pintures rupestres del període magdalenià. La proximitat d'un poblat ibèric ens indica, també, que en l'època ibera la cova ja era coneguda i havia sigut explorada. A més, de l'època romana s'hi ha trobat una làpida dedicada a Caio Gneu Cras, fill del cònsol romà Marc Licini Cras.

## Exploració
- Hi ha referències del segle xix sobre el costum dels veïns de reunir-se al voltant de la font del paratge de la Font de Sant Josep, amb ocasió de la festivitat de la Festa de les Flors, on era habitual que els més atrevits s'endinsaren en la cova. No obstant això, no va ser fins a l'any 1902 quan es va realitzar la primera exploració coneguda, que arribà a la "Boca del Forn", un pas estret que a través del petit espai que deixaven les aigües en aquella època, marcava el límit de la part accessible de la cova.[3][5][6]
- En 1915 el prestigiós historiador Carles Sarthou Carreres va fer-ne una exploració parcial.[3][5][6]
- En 1926, un grup de veïns va superar la "Boca del Forn" i va aconseguir arribar al "Llac de Diana", on trobaren com a obstacle insalvable la "Galeria dels Sifons".[3][6]
- En 1929, mor Herminio Arroyas Martinez, un veí de la localitat en intentar superar la "Galeria dels Sifons". En aquella època comencen les primeres temptatives de condicionar la cova per a facilitar les visites instal·lant passarel·les.[3][5][6]
- Des de 1936 fins a 1950 es duen a terme les obres d'urbanització, amb el dragatge i construcció d'una presa, de manera que l'any 1950 la Boca de Forn deixa de ser el límit del recorregut, i mitjançant barrinades s'engrandix fins a permetre el pas de les barques.[3][6]
- La primera exploració realitzada per un grup d'espeleòlegs tingué lloc en 1954, per part del Centre Excursionista de València, i en 1958 este grup confecciona el primer plànol topogràfic de la cova.[3][5][6]
- En 1960 es comprova la continuïtat de la cova quan Joaquín Saludes, del Centre d'Investigacions i Activitats Subaquàtiques de València, supera la "Galeria dels Sifons".[3][6]
- Les voladures amb dinamita permeten obrir eixe pas en 1961, i gràcies a això es descobrixen l'Estany Blau i la resta de les galeries que constituïxen el recorregut actual, incloent-hi la "Galeria Seca".[3][6]
- En els anys successius (de 1971 a 1975), diverses expedicions d'espeleòlegs de Castelló i escafandristes de Barcelona acabaran per descobrir noves galeries i sifons, després d'arribar fins al final conegut de la cavitat, a 2.348 metres de longitud.[3][6]
- En 1981 el Grup d'Exploracions Subterrànies del Club Muntanyenc Barcelonés realitzà la topografia coneguda, que era de 2.384 metres de longitud.[7]
- En 1993, el Grup Espeleòleg Vilanova i Piera cartografiaren la cavitat fins als 2.750 metres de longitud.[7]
- En 2016, s'augmentà la zona explorada a 300 metres més, després de l'anomenat cinqué sifó, de manera que es va arribar als 3.000 metres coneguts de la gruta.[7]